# Bródy Lajos
Bródy Lajos, született Bródy Mayer Lázár (Miskolc, 1858. november 26. – Budapest, 1939. június 5.) újságíró, lapszerkesztő, Bródy Zsigmond öccse.

## Élete
Bródy Dániel és Bródy Rozália fia (1816–1887). Jogi tanulmányait a budapesti és a lipcsei egyetemeken végezte, majd ezt követően Budapesten ügyvédi irodát nyitott. 1885-től a Neues Pester Journal főmunkatársa, majd kiadótulajdonosa és főszerkesztője a lap megszűnéséig, 1925-ig. A lapját így jellemezte: „keletkezése első pillanatától fogva utolsó percéig magyar érzésű, magyar gondolkozású, feltétlen liberális lap volt, s mint ilyen, természetesen a zsidóság érdekeit is mindenkor szem előtt tartotta." Előbb a Budapesti Újságírók Egyesülete alelnökévé, majd elnökévé választották. A Magyarországi Hírlapírók Nyugdíjintézetének alelnöke volt. Közéleti érdemeiért 1911-ben udvari tanácsosi címet kapott.
A Salgótarjáni utcai zsidó temetőben található családi sírboltban helyezték végső nyugalomra.

## Családja
Felesége Maibaum Terézia (1864–1958) volt, akit 1900. május 22-én Budapesten, az Erzsébetvárosban vett nőül. Esküvői tanúik Bródy Zsigmond és Dóczy Lajos voltak.
Gyermekei
- Bródy Dániel (1901–?) hírlapíró. Felesége Grosz Erzsébet volt.
- Bródy Rózsa Adél (1904–?). Férje Török György gépészmérnök volt.